# Túrkeve
Túrkeve là một thành phố thuộc hạt Jász-Nagykun-Szolnok, Hungary. Thành phố này có diện tích 236,52 km², dân số năm 2010 là 9049 người, mật độ 38 người/km².